# Lozovîk, Makariv
Lozovîk (în ucraineană Лозовик) este un sat în comuna Lîpivka din raionul Makariv, regiunea Kiev, Ucraina.

## Demografie
Componența lingvistică a localității Lozovîk
     Ucraineană (95,51%)
     Rusă (4,49%)
Conform recensământului din 2001, majoritatea populației localității Lozovîk era vorbitoare de ucraineană (95,51%), existând în minoritate și vorbitori de rusă (4,49%).